# 辽东桤木
辽东桤木（学名：Alnus sibirica）是桦木科桤木属的植物。其种加词“sibirica”意为“西伯利亚的”。分布在朝鲜、远东地区、日本、西伯利亚以及中国大陆的山东、黑龙江、辽宁、吉林等地，生长于海拔700米至1,500米的地区，多生在山坡林中，目前尚未由人工引种栽培。
现接受名为辽东桤木（Alnus hirsuta (Spach) Rupr., 1857）。

## 别名
水冬瓜（东北）

## 异名
- Alnus tinctoria Sarg.